# Rovná Radeč
Rovná Radeč (398 m n. m.) je vrch v okrese Semily Libereckého kraje, v CHKO Český ráj. Leží asi 1,7 km vjv. od obce Kacanovy na příslušném katastrálním území.
600 metrů ssv. leží nepatrné pozůstatky hradu Radeč.

## Geomorfologické zařazení
Vrch náleží do celku Jičínská pahorkatina, podcelku Turnovská pahorkatina, okrsku Vyskeřská vrchovina a podokrsku Hruboskalská vrchovina.

## Přístup
Automobilem se dá nejblíže dopravit do Drahoňovic, Kacanov či přímo k vrchu po nezpevněné silničce od zámku Hrubá Skála přes Arboretum Bukovina do Kacanov (část trasy značí modrá a zelená turistická trase). Na vrchol vede síť lesních cest.